# 小原鉄心
小原 鉄心（おはら てっしん）は、江戸時代後期（幕末）の美濃大垣藩の城代である。鉄心は号で、諱は忠寛（ただひろ）。

## 生涯
文化14年（1817年）11月3日、代々城代を務めた小原家に生まれる。天保3年（1832年）11月6日に家督を相続し、藩主・戸田氏正に仕えた。大垣戸田藩は三代藩主・戸田氏西 以来、山鹿流兵学が定着していたが、鉄心は天保8年（1837年）には山鹿素水より奥秘皆伝を与えられる。氏正に重用されて城代に任じられ、西洋文明の導入や大砲の鋳造など、藩政改革を積極的に行なった。家老ではなかったが「藩老」（藩の老臣）として称され尊敬されていた。
嘉永6年（1853年）6月にペリーが浦賀に来航すると、浦賀奉行戸田氏栄は本家である大垣藩戸田家に支援を要請した。鉄心は藩兵とともに浦賀警備のために派遣され、氏栄を助けた。
氏正が隠居したのちも新藩主戸田氏彬のもとで重用され、文久3年（1863年）には氏彬に従って上洛した。元治元年（1864年）の禁門の変では福原元僴率いる長州藩の軍勢と戦い、伏見まで追いつめるという武功を挙げている。慶応元年（1865年）8月に氏彬が没し、弟の戸田氏共が12歳で藩主となると、氏共に引き続き仕えた。
慶応4年（1868年）1月3日、参与（三職参照）に任じられて新政府に出仕。しかし、この日に始まった鳥羽・伏見の戦いでは、大垣藩は幕府軍に従って出陣しており、養子の小原兵部（忠迪）率いる藩兵が淀への先鋒を務めている。鉄心は新政府の許可を得て10日に大垣に帰り、佐幕派と論争を行う。隠居していた氏正の支持を受けた鉄心は氏共を説得して藩論を尊王派で統一、恭順を誓う氏共の請書を京都に持ち帰った。新政府に恭順した大垣藩は、以後の戊辰戦争で新政府軍に加わり、鉄心は兵部を東山道先鋒として従軍させている。
新政府では御親征行幸御用掛、会計官判事を歴任した。明治2年（1869年）には版籍奉還により大垣藩大参事に任じられている。
明治5年（1872年）4月15日死去。享年56。明治20年（1887年）、正五位を追贈された。
鉄心の功績により、明治33年（1900年）5月、小原忠迪（適）に男爵が授けられた。

## 人物
詩文や書画を能くし、梁川星巌らとも交友があった。別荘「無何有荘」の一部は、大垣城内に移築されている。

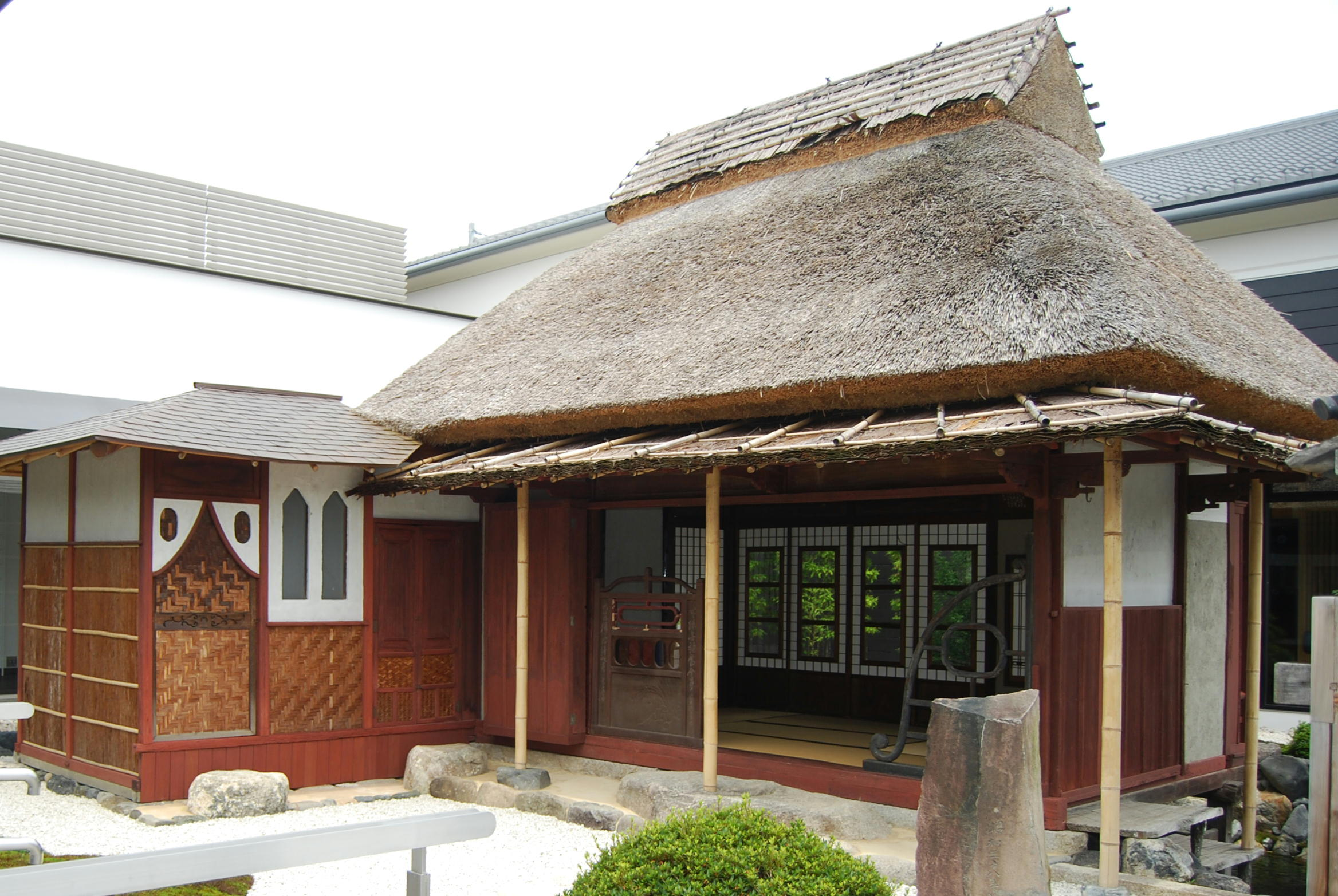
MUKAUSO／無何有荘、小原鉄心煎茶室、奥の細道むすびの地記念館、岐阜県大垣市

## 親族
- 小原氏は750石の知行を与えられる大垣藩士で、代々城代を務める家柄であった。
- 上田能重の長男・小原忠迪（兵部、適）を長女ていの婿養子に迎えた。忠適は華族に列し、衆議院議員・貴族院議員を務めた。
- 忠迪の子の小原駩吉は宮内省に入り、宮中顧問官・貴族院議員などを務めた。